# Juan Gallardo Muñoz
Juan Gallardo Muñoz (Barcelona, 28 de octubre de 1929-Barcelona, 5 de febrero de 2013) fue un escritor español, cuyo pseudónimo más conocido fue el de Curtis Garland. 
Forma parte de los escritores de la Literatura popular española, junto con otros autores como Corín Tellado, Marcial Lafuente Estefanía, Frank Caudett, Lem Ryan o Silver Kane. Estuvo estrechamente vinculado a la Editorial Bruguera, que publicó hasta los años 80 los llamados bolsilibros (también denominados libros de a duro, en referencia aproximada a su bajo precio), dedicados a géneros como la novela negra, de terror, de ciencia ficción, o del Oeste; así como a las editoriales Toray y Rollán.

## Obra
Según el especialista en cultura popular española Jesús Cuadrado, la lista total de los libros publicados por Juan Gallardo Muñoz, con sus diferentes pseudónimos, cuenta con no menos de 2000 títulos. Esta es una lista aproximada de algunos de ellos, ordenados por géneros. 

### Género policiaco
- Agente muerte
- Agente 2000
- Al margen del terror
- Quema el asfalto
- A ritmo de sangre
- Blanco para morir
- Blues en negro
- Blues para el muerto
- Caliente es mi sangre
- Cantad en mi funeral
- Cena de traidores
- Cerco de sombras
- Cinco discos de jade
- Cobardes
- Dedos de plata
- Desnudo para el crimen
- Después del cataclismo
- Destinos de violencia
- Detective privado
- Dinamita rubia
- División narcóticos
- Divórciate o muere
- Doctor devil
- Dos hacia la muerte
- Dragón de Chinatown
- Duerme para siempre
- Edición en rojo
- Ejecución
- Ella sabe demasiado
- El gato y la pelirroja
- El manuscrito del Destripador (reeditada en el volumen Jack el Destripador, 2016).
- El pez de los ojos de oro
- El quinto testigo
- El signo del dragón
- Eterna es la noche
- Flores en tu funeral
- Frío como la muerte
- Fuego verde
- Funeral
- Gente de oro
- Hermandad siniestra
- Horror en Broadway
- La dalia gris
- La dama del cabello platino
- La dama usaba veneno
- La dama X
- La muerte al teléfono
- La muerte elige
- La muerte firma contrato
- La muerte viste de seda
- La noche en que fui muerto
- La noche vuelve
- La noche del samurái
- La reina de Midas
- La tarjeta del verdugo
- La telaraña de cristal
- La vorágine
- Las arañas
- Las brujas
- Las curvas del peligro
- Las damas también mueren
- Las damas de la muerte remota
- Lo siento, querida
- Los poseídos
- Los tenebrosos
- M-31
- m-31 jaque mate
- M-31 contra la Doctora Muerte
- Maniatan
- Matando con música
- Matar es complicado
- Microcurso para la muerte
- Misión en los Trópicos
- Morir es sólo un juego
- Moriré mañana
- Muerte en Mambo
- Muñecas siniestras
- Negra madrugada
- Negra navidad
- Niebla
- ¡No mire, Logan!
- Operación Cobalto
- Oscura espiral
- Pasaje a Oriente
- Pasaje sin destino
- "Patrulla 22"
- Psicoanálisis
- ¿Quién era Cat?
- Red Escarlata
- Reina de diamantes
- Reportaje para el crimen
- Réquiem por mí
- Rojo en el asfalto
- ¡Silba, muerte, silba!
- Si muriese al amanecer
- Sindicato del crimen
- Siniestra espiral
- Sin tiempo que perder
- Tembló el mundo
- Trece horas
- Tropicana de sangre
- Un centavo por mi piel
- Vértigo en el asfalto
- ¡… Y Nueva York fue destruida!
- Yo fui asesinado
- Asesino imposible

### Género del Oeste
- Águilas negras en California
- Amarillo
- Al servicio de Pinkerton
- ¡Aprieta ese gatillo!
- Arizona Doc
- Arizona Killer
- Ases en el tapete
- Asesinos en Fort Apache
- Asesinos en la frontera
- A través del Oeste
- Bárbaro Oeste
- ¡Bienvenido gringo!
- Buitres del Union Pacific
- Cabalgan con la luna
- Calaveras negras
- Calibre 44
- Candy Colt
- Cantina de hombres muertos
- Cara de niño
- Con dos revólveres
- Cuando mueras lo sabrás
- Cuatrero
- Cuatro damas del poker
- Cuatro pasos hacia el duelo
- Cuerda y Colt
- Dad de comer a los buitres
- Dama de diamantes
- Dama y sheriff
- Dandy Colt
- Después del OK Corral
- Destinos de violencia
- Destino: muerte
- De Texas al Pacífico
- Diligencia a ningún sitio
- Doctor Colt
- Donde Dios era olvidado
- Drácula en el Oeste (reeditada en el volumen Monstruos en el Oeste, 2015).
- Drácula West (reeditada en el volumen Monstruos en el Oeste, 2015).
- Duelo contra nadie
- El arma de Johnny Ringo
- El Colt dicta sentencia
- El desfiladero dorado
- El Destripador llegó al Oeste (reeditada en el volumen Monstruos en el Oeste, 2015).
- El hombre de Dakota
- El hombre de Louisiana
- El hombre de Vado muerto
- El hombre de Yuma
- El juez Lynch
- El monstruo va al Oeste (reeditada en el volumen Monstruos en el Oeste, 2015).
- El penal maldito
- El pistolero fantasma
- El poker del miedo
- El presidente morirá en Cheyenne
- El rastro del cuatrero
- El revólver de mi destino
- El tren que desapareció
- En el Oeste hay dragones
- Eran demasiados cruces
- El tipo llamado Sacramento
- Espuelas de odio
- Espuelas doradas
- Estampida fantástica (reeditada en el volumen Monstruos en el Oeste, 2015).
- Extraño vengador
- Fort Cementery
- Fort Cheyenne
- Fosa para el heredero
- Hasta el último disparo
- Hijo de la venganza
- Hombres sin ley
- Horda de cementerio
- Huracán en Devil Rock
- Investigadores para el Oeste
- Jinetes siniestros
- Justicia a balazos
- Johnny Calaveras
- Johnny Hamlet
- Johnny Maverick
- Jungla de Cactus
- Justiciero en las sombras
- La bala y la estrella
- La balada de Bad Man
- La cabeza del gringo
- La carga de Llano Rojo
- La dama del Colt de oro
- La dama de Santa Fe
- La diligencia del más allá
- La espía del Sur
- La hacienda del ahorcado
- La herencia de Kathy Kane
- La muerte calza espuelas
- La historia de West Yuma
- La leyenda de los Hombres de Oro
- La mano de Billy, el Niño
- Las balas matan pronto
- Las manos de Nolan
- La marca del renegado
- La máscara de la dama muerta
- La quebrada del terror
- La sangre de los Farell
- La sangre roja moja la tierra
- La sombra de la soga
- La verdad sobre Los Dalton
- Leyenda de hombres muertos
- Leyenda de un pistolero
- Llegó de ningún sitio
- Lobos humanos en el rancho
- Los ángeles no matan
- Los asesinos de Pony Express
- Luna de sangre y muerte (reeditada en el volumen Monstruos en el Oeste, 2015).
- Maligna ambición
- ¡Matad por un dólar!
- ¡Mata o muere!
- Muertos en un ferrocarril
- Nadie era más rápido
- Paso para buitres
- Pasó un forastero
- Predicador de muerte
- Poker negro
- Por la pista del ganado
- ¡Quién mató al senador?
- Regreso a Nueva Orleans
- Revólveres llameantes
- Río serpiente
- ¡Ruge, violenci, ruge!
- Saloon
- Saloon Kansas
- Saloon Patíbulo
- Sangre de Caín
- Senda de mormones
- Si mueres al amanecer
- Sudoeste
- Tahúr
- Territorio apache
- Terror en el río Dorado (reeditada en el volumen Monstruos en el Oeste, 2015).
- Texas Rangers
- Tributo a Jessie
- Una cuerda para Logan
- Un arma de oro puro
- Un gringo llamado muerte
- Un hombre llamado Smith
- Un patíbulo en Tombstone
- Un pueblo llamado sepulcro
- Un revólver para la paz
- Un sherif para la ley
- Unos dólares de plata
- Vacante de sepulturero
- Violencia bajo el sol
- Violencia en el camarrón
- ¡Viva México!
- Vuelve un pistolero muerto
- Wells y Fargo
- … Y Caín fue marcado
- Yo fui ahorcado

### Género de ciencia ficción
- Al filo de lo eterno
- Al fin de las estrellas
- Alarma nuclear
- Algo se nutre de sangre
- Alkimia 3000
- Allá en el año 3000
- Alucinante planeta
- Amazonas de las galaxias
- Androide Armageddon
- Antimateria
- Asesino Cósmico
- Asesino de las estrellas
- Asteroide Lesbos-3
- Astronauta a la muerte
- Ballet cósmico
- Base: Cosmos Zoon
- ¡Bienvenido a Ciberland!
- ¡Cadáveres!
- Capitán átomo
- Cartas del futuro
- Cementerio cósmico
- Centuria 30
- Cerebros cautivos
- Cibernauta
- Ciudad Omega
- Como mundos de cristal (1972, Editorial Bruguera, Serie La conquista del Espacio nº 122; pseudónimo: Curtis Garldand)
- Creador de materia
- Criaturas artificiales
- Crimen en el siglo XXI
- Crónicas galácticas
- Cuando los dioses mueran
- Cyborg
- De mente a mente
- Detective del espacio
- Detective en el tiempo
- Diario de un cosmonauta
- Dimensión Cero
- Dinosaurio
- Diosa de mundos remotos
- Dioses del mañana
- Doctor Space
- Ejecutores de mundos, S. A.
- El amo del tiempo
- Él detendrá el mundo
- El día de la mantis
- El dragón de los astros
- El espejo de la tierra
- El hombre biónico
- El hombre Omega (también "Hombre Omega") (1977, Editorial Bruguera, ISBN: 978-84-02-02525-8, Serie La conquista del Espacio nº 384; pseudónimo: Curtis Garldand) (1988, Editorial Astri; Serie Ciencia-Ficción, nº 23)
- El hombre que nació mañana
- El horror llegó del mar
- El mundo del viento cósmico
- El mundo que nunca existió
- El ojo de Dios (1983, Editorial Bruguera, ISBN 978-84-02-02525-8, Serie La conquista del Espacio; pseudónimo: Curtis Garldand) (1988, Editorial Astri)
- El otro universo
- El poema de las galaxias
- El satélite H-30 no contesta
- El señor del tiempo
- El sol de los dioses
- El tirano del universo
- El 32 de diciembre
- Evasión del mundo del terror
- Enviado de los dioses
- Esfinge cósmica
- Espaciópolis
- Espía cósmico
- Excálibur en Andrómeda
- Experimento Gamma
- Extraños entre nosotros
- Fantasmas en Alfa-Seis
- Fabricantes de dioses
- Galaxia mortal
- Galaxias enemigas
- Hombre 3113
- Horror llovido del cielo
- Infracosmos
- Insólita dimensión
- Invasores de la Tierra
- La agonía de los mundos
- Las escrituras del vacío
- La espada y los brujos
- La fase final
- La lotería del Espacio
- La noche de América agonizante (reeditada en 2007 por la Editorial Morsa, ISBN 84-611-5589-0)
- La noche de Andrómeda
- La noche de los terrores
- La noche de las estrellas
- La noche de los dioses
- La tercera luna
- La última galaxia
- Las lunas de Thorgan
- Las mazmorras de Saturno
- Llegaron de Andrómeda
- ¡Lo que ocurrió… mañana!
- Los agentes de la luna
- Los artificiales
- Los astros tienen miedo
- Los atlantes
- Los caballeros del rey Átomo
- Los cien días de la medusa
- Los robots no son humanos
- Los últimos inmortales
- Miedo en la galaxia
- Mundos silenciosos
- Museo del Espacio
- Necrosis programada
- Octopus
- Ovni
- Pánico en el Planeta X
- Pánico en las estrellas
- Pantanos en Venus
- Planeta delirante
- Perse
- ¿Quiénes eran ellas?
- Regreso a Nova
- Safari en Venus
- Saga de Dragón
- Samurái del siglo XXI
- ¡Sargazos!
- Satélite artificial
- Soy… el último
- Super-robot
- Terror en Órbita
- Titanes de vida eterna
- Todas las noches del mundo
- Tras el reino de las Tinieblas
- Una mujer llamada Eterna
- Usted lleva mi cerebro
- Vampiro 2000
- Vampyr
- Vejez de siglos
- Viaje a lo imposible
- Viaje al sol
- ¿Y después… qué? (1972, Editorial Bruguera, Serie La conquista del Espacio; pseudónimo: Curtis Garldand)
- ¿Y las estrellas gritaron!
- ¡Yo detuve el mundo!
- Yo, Lázaro
- Yo nací… mañana
- Yo nunca moriré
- Yo, superhombre
- Yo vendí el planeta
- X
- Xenofobia
- Zero

### Género de terror
- Ahorcado, dame tus ojos
- Ángeles, llorad sangre
- Anoche salí de la tumba
- ¡Arde, hermosa bruja!
- Asesinato en el Soho
- Boda de ultratumba
- Cadáveres sin alma
- Cámara de los horrores
- Carne que cruje
- Corredores en la mente
- Carruaje fúnebre cuando aúlla el lobo
- Cuando salga del ataúd
- Damas bajo la lluvia
- Diadema de sangre
- Dinastía diabólica
- Doctora Jekyll
- Drácula 75
- El asilo del páramo
- El cerebro del dragón
- El culto de la carne sangrante
- El día de la Peste
- El discípulo de Frankenstein
- El gabinete del doctor sangre
- El gato que ríe
- El libro negro
- El monje sangriento
- El templo de los siete ídolos
- El yeti
- Estudio en negro
- Hija de las Tinieblas
- Horror
- Internado de diabólicas
- Invitad un monstruo a cenar
- Jubileo sangriento
- La cripta Lady Frankenstein
- La leyenda de la bestia
- La mano leprosa
- La mansión rezumó sangre
- La muerte invisible
- La mujer reptil
- La noche de la momia
- La noche del cerebro
- La novia en el ataúd
- La roja sed del vampiro
- Las ratas están locas
- Londres 1888 (reeditada en el volumen Jack el Destripador, 2016).
- Los dedos de la momia
- Los dientes del murciélago
- Los embalsamados
- Los niños del cementerio
- Los niños diabólicos
- Los pasos de los muertos
- Los sádicos
- Los crímenes del invisible
- Manicomio
- Miserere por mí
- Mister Macabro
- Morgana
- Muerte con luz de gas
- Mujeres vampiro
- Museo de los horrores
- Nana por una difunta
- Necrofagia
- Niebla en Withechapel (reeditada en el volumen Jack el Destripador, 2016).
- Ojos que vigilan
- Pánico “Pop”
- ¿Qué ha sido de Dolly Doll?
- Sangre en la Morgue
- Sangre en el cráneo
- ¡Satanismo!
- Seda y niebla para el asesino (reeditada en el volumen Jack el Destripador, 2016).
- Show de sangre
- Tarot
- Toque de difuntos
- Una cripta para Jezabel
- Una oración por Abigail
- Vuelve Jack el Destripador (reeditada en el volumen Jack el Destripador, 2016).
- ¿Y después de morir…?
- Yo, el destripador (reeditada en el volumen Jack el Destripador, 2016).
- Yo, hombre-lobo

### Género de aventuras
- El corsario de oro
- El galeón negro
- Halcones sobre Jamaica
- El bucanero fantasma
- Máscara de terror
- La dama en la niebla
- Bajo bandera negra
- La Isla de las Tinieblas
- Tesoro sangriento
- El corsario escarlata
- Con la muerte a bordo
- Mar de naves perdidas
- La sombra de la diosa Kali

### Género bélico
- Ala de victoria
- Bajo el casco de acero
- Cita con el destino
- Destinos de traición
- División victoria
- Comando de seda
- Ejército en la sombra
- El poder mortal
- ¡En vanguardia!
- Huracán sobre Okinawa
- Los héroes tiemblan
- Mi ángel negro
- Sentenciado a muerte
- Soldado en la sombra
- Una bala por la espalda
- Un caso lleno de nieve
- Yo, espía

### Género de artes marciales
- El ídolo que vive
- Locura púrpura
- Los jarrones de la muerte
- La máscara de Kendo
- Infierno de Bambú
- Rosas negras para morir
- Tres dragones de oro

### Thriller histórico
- La conjura, Ediciones B, Barcelona, 2009, (ISBN 84-666-3958-3)

### Recopilaciones
- La tumba del vampiro (Dlorean Ediciones, 2015). Recopila las novelas: La maldición del vampiro plateado, Los vampiros nunca mueren y Mujeres vampiro.
- Monstruos en el Oeste ([Alberto López Aroca] y Academia de Mitología Creativa Jules Verne, 2015). Recopila 7 novelas de género weird western escritas bajo el pseudónimo de Donal Curtis.
- Espada y Brujería 1 (Dlorean Ediciones, 2016), Recopila las novelas: Enviado de los dioses, Diosa de los muertos, El dragón de los astros y La espada de oro.
- Espada y Brujería 2 (Dlorean Ediciones, 2016), Recopila las novelas: La espada y los brujos, Las espadas del cosmos, Las lunas de Thorgan y La sepultura de los dioses.
- Jack el Destripador (Alberto López Aroca y Academia de Mitología Creativa Jules Verne, 2016).
- Sesión Continua (Asociación Cultural Hispanoamericana de Amigos del Bolsilibro ACHAB, 2016). Recopila los títulos: 
  - Dedos de Plata (1966)
  - ¿Quien era "CAT"? (1971)
  - El Pez de los Ojos de Oro (1972)
  - Ese tipo llamado Sacramento (1972)
- Joyas del Suspense (Asociación Cultural Hispanoamericana de Amigos del Bolsilibro ACHAB, 2017). Recopila los títulos:
  - El «dossier» escarlata (1972)
  - El miedo tiene ojos (1976)
  - Los tentáculos del terror mundial (1979)
  - Peces del infierno (1980)

### Memorias
- Yo, Curtis Garland, Editorial Morsa, Barcelona, 2009, (ISBN 84-613-0523-0)

## Reediciones y novelas inéditas
En 2014 Darkland Editorial reedita El fantasma de Baker Street. Ese mismo año, en diciembre, Dlorean Ediciones publica la novela inédita Asesino imposible, cedida por Mercedes, la hija de Curtis Garland. De este modo, Darkland y Dlorean comienzan una labor de recuperación de la obra de Juan Gallardo. En 2015 Alberto López Aroca recupera siete novelas del oeste de género weird western. En 2018 Matraca Ediciones publica Crímenes exquisitos.

## Seudónimos
Según Jesús Cuadrado, los seudónimos utilizados por Gallardo son:  Addison Starr, Curtis Garland (y también, Garland Curtis), Dan Kirby, Don Harris, Donald Curtis, Elliot Turner, Frank Logan, Glen Forrester, Jason Monroe, Javier, Javier De Juan, Jean Galart, John (a veces, J.; a veces, Johnny) Garland, Juan Gallardo (a veces, J. Gallardo), Juan Viñas, Kent Davis, Lester Maddox, Mark Savage, Martha Cendy, Terry Asens (para el mercado latinoamericano, y en homenaje a su esposa Teresa Asensio Sánchez) y Walt Sheridan.